# Karel Poborský
Karel Poborský (wym. [ˈkarɛl ˈpoborskiː]ⓘ; ur. 30 marca 1972 w Jindřichowym Hradcu) – czeski piłkarz występujący na pozycji pomocnika.

## Kariera klubowa
Początkowo grał jako junior w drużynach z miasta Třeboň. Swoją zawodową karierę rozpoczynał w Czeskich Budziejowicach, gdzie grał w Dynamo. Potem reprezentował barwy Viktorii Žižkov i Slavii Praga, z którą w 1996 roku zdobył mistrzostwo Czech. W tym roku wystąpił też na Mistrzostwach Europy w Anglii, na których zdobył ze swoją reprezentacją srebro. Po turnieju Karel przeniósł się do Manchesteru United, z którym wygrał Premiership w 1997 roku. Spędził tam jednak tylko półtora roku, by potem przenieść się do portugalskiej Benfiki. Później reprezentował barwy S.S. Lazio, a w 2002 roku powrócił do ligi czeskiej, do Sparty Praga. W 2005 po konflikcie w klubie został odwołany z pierwszej drużyny Sparty i w połowie sezonu przeniósł się do drugoligowego Dynama Czeskie Budziejowice, którego był współwłaścicielem. Przy istotnym udziale Poborskiego, klub awansował do najwyższej klasy rozgrywkowej. 28 maja 2007 roku, będąc zawodnikiem Dynama Czeskie Budziejowice zakończył karierę piłkarską.

## Kariera reprezentacyjna
Poborský jest piłkarzem, który rozegrał najwięcej spotkań w historii czeskiej reprezentacji, bo aż 118. Zadebiutował w meczu z Turcją w 1994 roku (pierwszy mecz czeskiej reprezentacji po rozpadzie Czechosłowacji). Grał na trzech Mistrzostwach Europy: w 1996, 2000 i 2004 roku, będąc zawsze jednym z najlepszych zawodników reprezentacji Czech. Dzięki wygranemu barażowi z Norwegią po raz pierwszy awansował do finałów Mistrzostw Świata, które odbyły się w 2006 roku w Niemczech.

## Życie prywatne
Z żoną Marcelą mają dwoje dzieci: córkę Klarę oraz syna Patrika.